# Lîciînî, Kamin-Kașîrskîi
Lîciînî (în ucraineană Личини) este o comună în raionul Kamin-Kașîrskîi, regiunea Volînia, Ucraina, formată numai din satul de reședință.

## Demografie
Componența lingvistică a satului Lîciînî
     Ucraineană (100%)
Conform recensământului din 2001, toată populația satului Lîciînî era vorbitoare de ucraineană (100%).